# Cirkelmaaier
Een cirkelmaaier is een grasmaaier, waarbij met hoge snelheid het gras door een horizontaal draaiend mes wordt afgeslagen.
De uiteinden van het mes zijn scherp geslepen. Het mes draait in een ronde bak, waarbij het gras door de luchtstroom van het ronddraaiende mes eerst omhooggetrokken wordt, daarna afgeslagen om vervolgens achter uit de grasmaaier in een opvangbak geworpen te worden. Er zijn ook machines met extra luchtondersteuning.
Men onderscheidt handgeduwde cirkelmaaiers, handgeduwde zelfrijdende cirkelmaaier met al of niet variabele snelheid en zitmaaiers. Ook zijn er aanbouwcirkelmaaiers voor tractors. Een voordeel is dat cirkelmaaiers in tegenstelling tot messenkooimaaiers ook doorgeschoten gras nog goed afmaaien. Het maaibeeld is echter minder mooi dan bij messenkooimachines. 

## Uitvoeringen
- Benzinemotorcirkelmaaier met twee- of viertaktmotor is geschikt voor grote oppervlakken, maar maakt vrij veel lawaai.
- Elektromotorcirkelmaaier met een op het lichtnet aan te sluiten motor is geschikt voor een oppervlak van 50 - 400 vierkante meter. Een nadeel is de mee te slepen stroomkabel, waar ook niet overheen gereden mag worden.
- Accu-cirkelmaaier met een door een accu aangedreven elektromotor. Deze is alleen te gebruiken voor kleine oppervlakken.
- Luchtkussenmaaier. Deze maaier zweeft over het gras door de vorming van een luchtkussen.

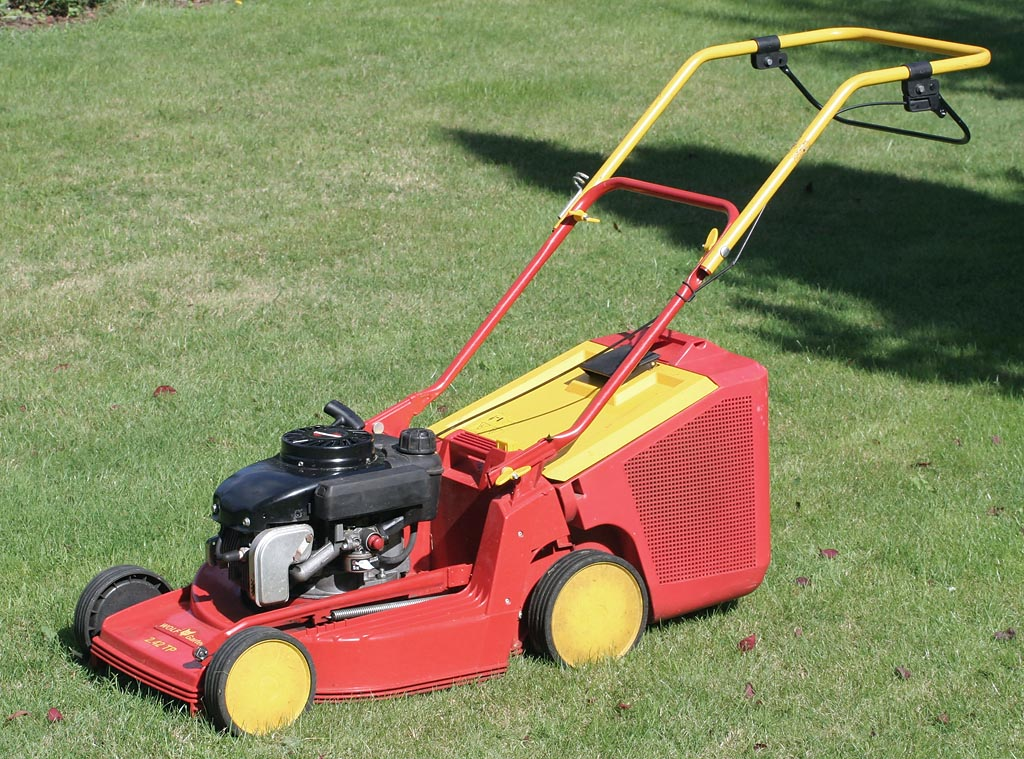
Handgeduwde benzinemotorcirkelmaaier met opvangbak
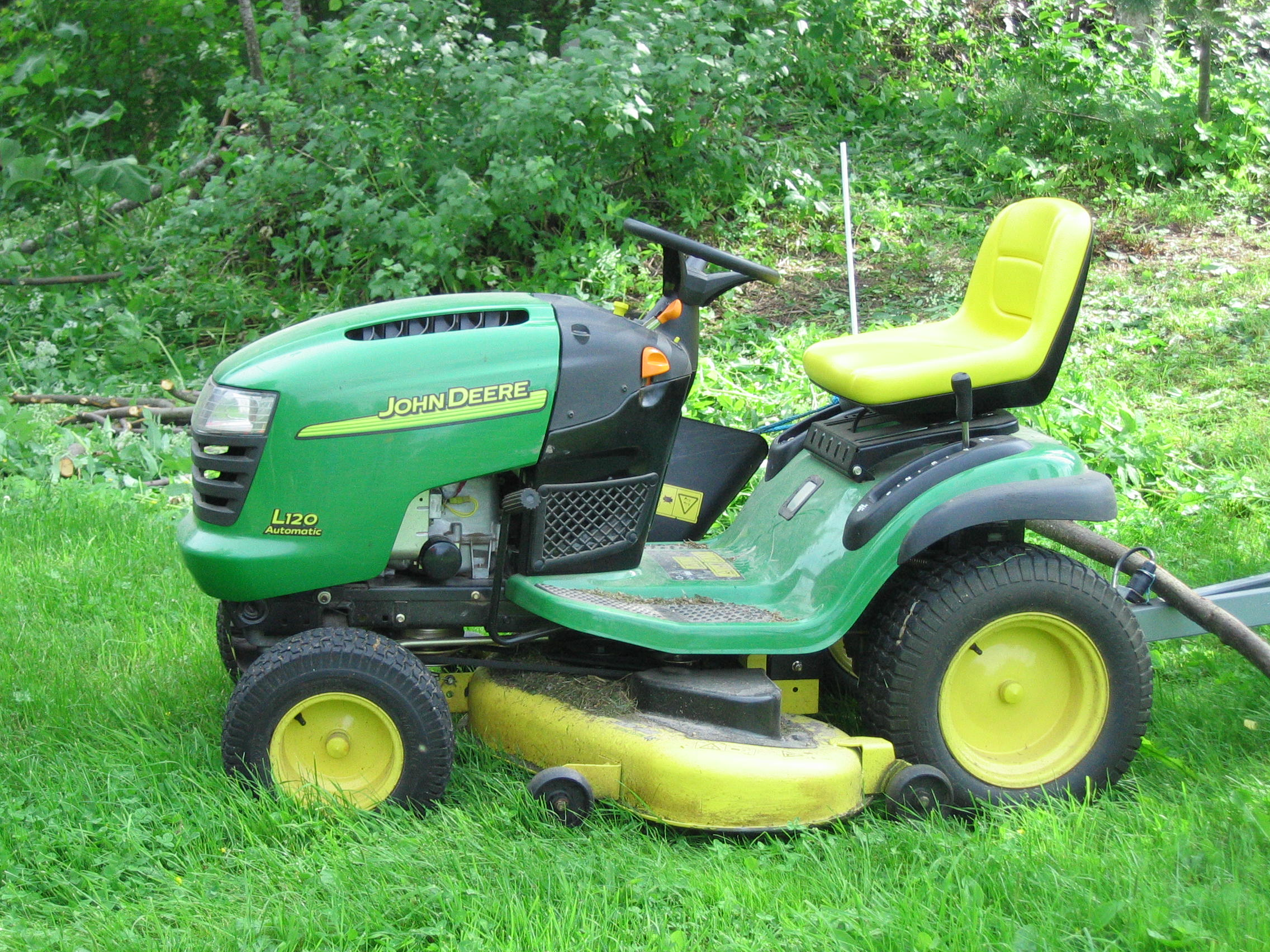
Zelfrijdende benzinemotorcirkelmaaimachine met drie messen.
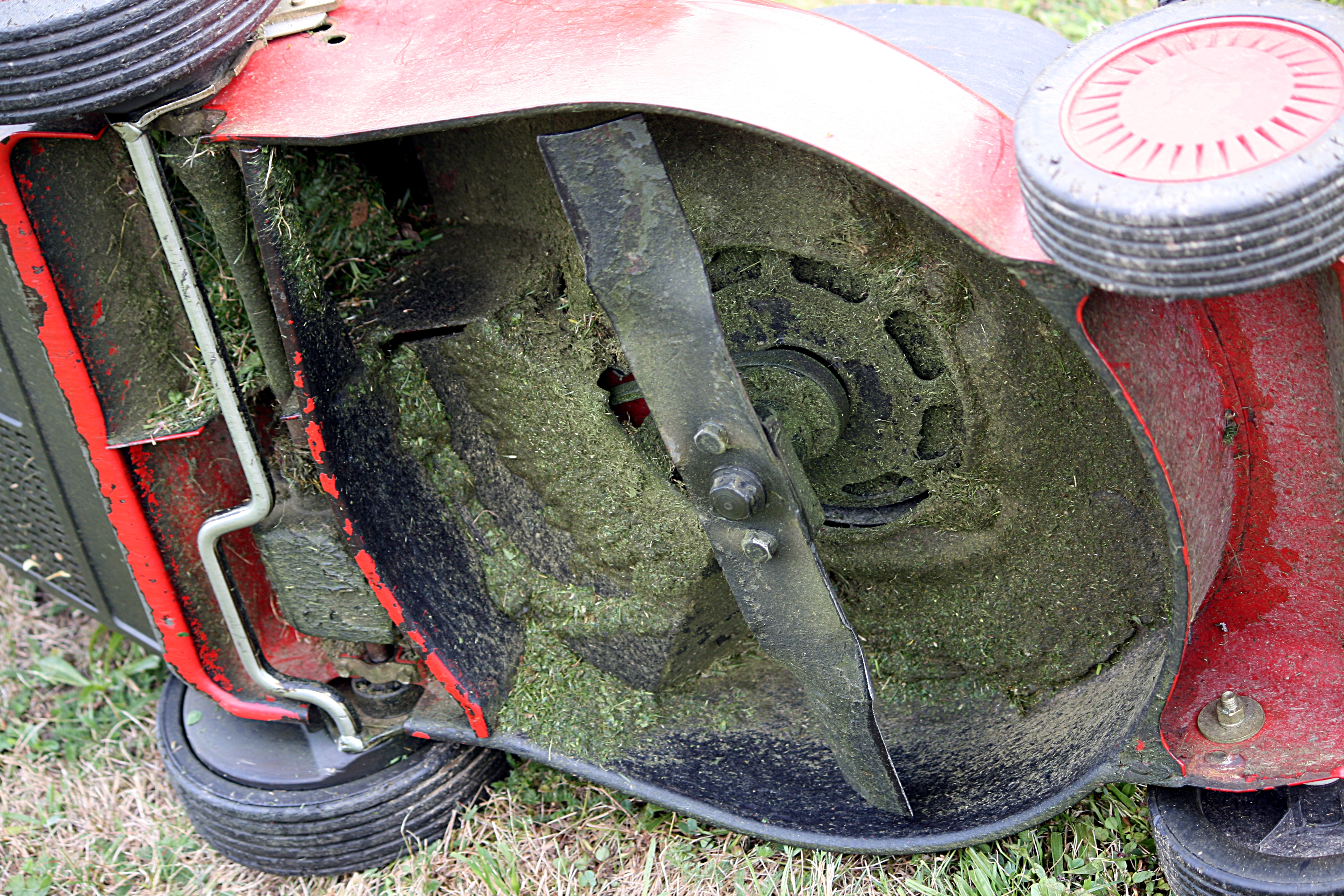
Onderkant van een elektrisch aangedreven cirkelmaaier.
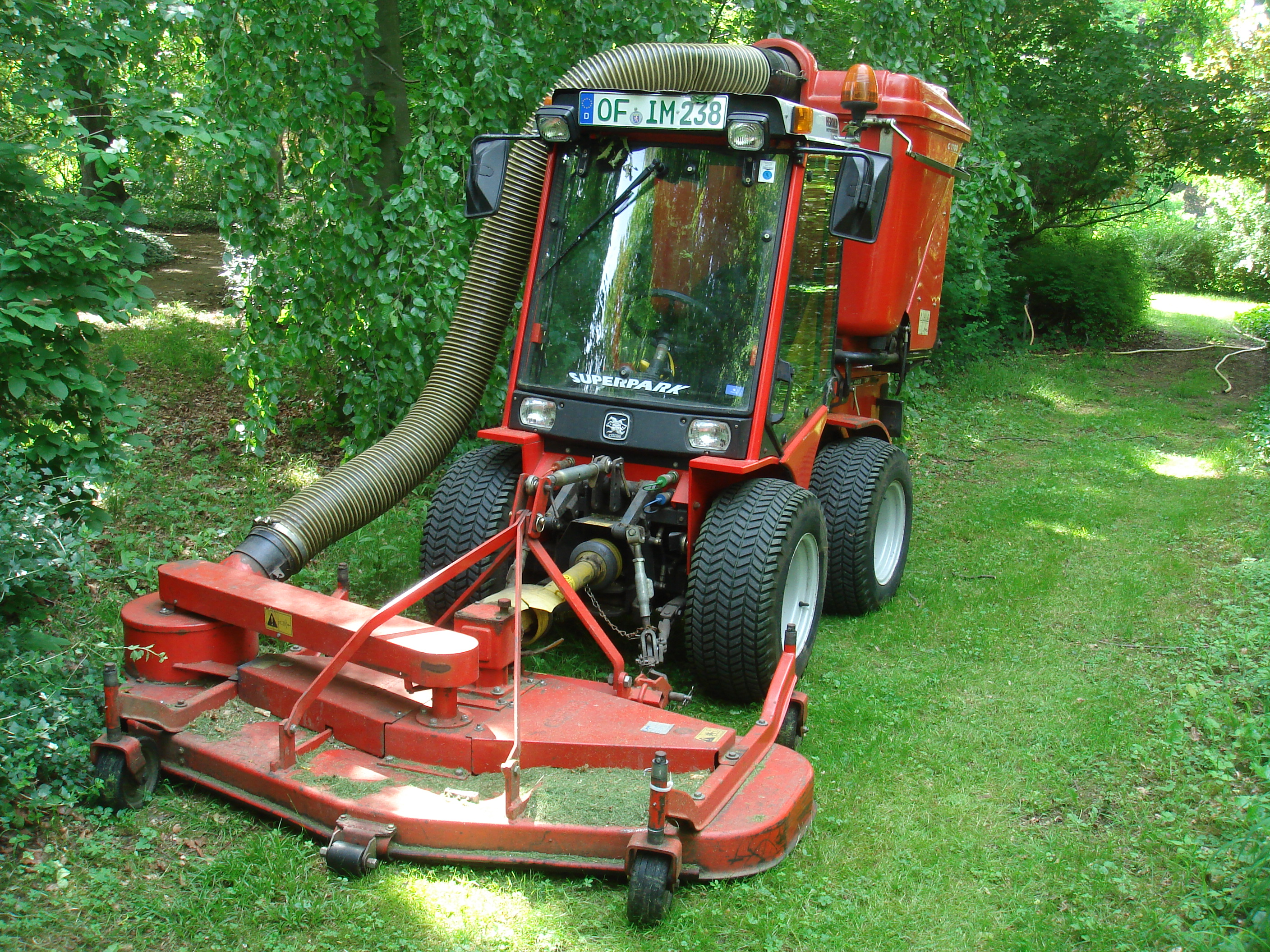
Aanbouwcirkelmaaier